# Табак (порошок)
Порошковый табак — табак бездымного способа употребления, который представляет собой измельчённый до порошкообразного состояния табачный лист.

## Характеристика
Существует два вида порошкового табака:
- сухой (европейский) — это нюхательный табак; он может быть как не ароматизированным, так и содержать добавки камфоры, ментола, эвкалипта, ванили, вишни, апельсина и пр. Обычно очень мелко измельчён (до состояния пудры);
- влажный — предназначен для орального использования, то есть определённая порция насыпанного в банку табака закладывается в рот между губой и десной. Существует много видов такого табака, это и классический американский «снафф», и шведский снюс, и многочисленные виды табачных продуктов, распространённые в странах Азии и Африки.

Разрешён на территории многих стран, таких, как Нидерланды, Болгария, Украина, Россия и многих других.

## Нюхательный табак
Основное действующее вещество нюхательного табака — никотин. При этом в кровь никотин из частичек нюхательного табака через слизистую носа попадает медленнее, чем из дыма через лёгкие.

### Продажа
В наше время существуют специальные табачные магазины, в которых можно приобрести нюхательный табак сухого и влажного типа.

### Последствия употребления нюхательного табака
Эффект наступает через 1—4 минуты в зависимости от дозы и стажа употребления; продолжается от 15 до 30 минут. У употребившего начинается головокружение (зависит от стажа и дозы употребления), расширение зрачков, повышенная реакция и небольшая гиперактивность. Продолжительное употребление нюхательного табака может вызвать такие заболевания как атеросклероз и рак носоглотки.

### История
В высшем обществе привычка нюхать табак была распространена в XVIII—XIX веках. В 1810-е гг. фунт табака в России стоил около 1 руб. 50 коп.
Табак нюхали как мужчины, так и женщины всех возрастов (Александр Пушкин в юности написал стихотворение «Красавице, которая нюхала табак», посвятив его юной даме). Любители пользовались табакерками, которые изготавливались из различных материалов, часто с использованием золота и драгоценных камней. О популярности данного вида развлечения свидетельствует то, насколько часто табакерки становились наградными подарками от императоров подданным.
Этнограф XIX века А. В. Терещенко рассказывает: «Нюхательный табак вошёл в употребление под именем табачного порошка. Вероятно, нюхание не скоро бы распространилось, если бы не последовали запрещения и преследования. Запрещение последовало по суеверному преданию, принесённому в Россию некоторыми греческими монахами, что табак есть адское зелие, и кто его употребляет, тот знается с нечистой силою. Есть даже книга под заглавием „Мир с Богом“, в коей между прочим сказано, что употребляющий табак лишается благословения Божиего. Это растение там названо проклятым и богомерзким. Раскольники, следуя суеверным преданиям, поныне гнушаются табака и в подпору своего мнения приводят слова из Послания к евреям Апостола Павла, гл. XII, с. 15: „Да некий горести корень выспрь прозябаяй, пакость сотворит и тем осквернятся мнози“. Пустосвяты не поняли, что Апостол не говорит о табаке, который в его время был неизвестен, но о горьком корне. Происхождение табака приписывают ещё раскольники сверхъестественному действию: на могиле одной распутнейшей женщины, какая только была в мире, выросла чёртова трава, табак, а потому все нюхающие и курящие суть товарищи распутнейшей женщины. По невежеству времени верили прежде всем бредням. Патриарх запретил нюхание табака, и это утверждено указом (в 1634 г.) и потом самим Уложением: кто будет нюхать табак, продавать или держать в своём доме, тех велено бить кнутом, рвать ноздри, резать носы и посылать в дальние города на поселение, таким считали важным преступлением — вложить в нос щепотку истёртой травы. Пётр Великий, истребляя суеверия и пустосвятство, позволил иностранцам ввозить табак вместе с чубуками, трубками, коробочками и другими вещами, принадлежащими к курению, и все это продавать свободно. С того времени распространилось нюхание и курение. При императрице Елизавете запрещалось только нюхать в церквах, а в придворной церкви приказывалось лакеям и гайдукам, если увидят в руках табакерку, взять её, несмотря ни на какую особу, ни на ценность вещи. Теперь нюхают табак в церквах».
Возможно ль? вместо роз, Амуром насаждённых (…)

Ты любишь обонять не утренний цветок,

А вредную траву зелёну,

Искусством превращённу

В пушистый порошок! (…)

Пускай красавица шестидесяти лет,

У граций в отпуску и у любви в отставке,

Которой держится вся прелесть на подставке,

Которой без морщин на теле места нет,

Злословит, молится, зевает

И с верным табаком печали забывает, —

А ты, прелестная!.. но если уж табак

Так нравится тебе — о пыл воображенья! —

Ах! если, превращённый в прах,

И в табакерке, в заточенье,

Я в персты нежные твои попасться мог,

Тогда б я в сладком восхищенье

Рассыпался на грудь под шёлковый платок

И даже… может быть… Но что! мечта пустая.

Не будет этого никак.

Судьба завистливая, злая!

Ах, отчего я не табак!..

Далее Терещенко рассуждает о вреде табака: «Нюхательный табак хотя не отравляет в такой степени, как курительный, однако он весьма вреден: лишает обоняния, вредит вкусу, производит раздражение в волосяных сосудах, образует носовое течение, умножает отделение слизи и причиняет частые насморки. От неумеренного нюхания приходит в воспаление мокротная перепонка, и она покрывается язвами, которые часто превращаются в рак. Если бы охотники нюхательного табака знали, что лицо скорее покрывается морщинами, губы иссушиваются, нос и верхняя губа пухнут и самая жизненная деятельность мертвеет, то конечно отказались бы от нюхания. Нет досаднее смотреть, как женщины предаются нюханию, особенно если видишь красавицу, окружённую роем поклонников и созданную для одних поцелуев. Никола Буало хорошо выразился на этот счёт: 

Et fait a ses amants, trop faibles d’estomac,

Redouter ses baisers, plein d’ail et de tabac. 

Нет неприятнее смотреть на пожилую женщину, когда ноздри её покрыты табаком; но нет отвратительнее видеть старика, когда он поминутно набивает свой нос, пачкает вокруг себя и самого себя: свою одежду, свой рот и к довершению течет из носа по губам в рот, часто капает ещё. Один этот гнусный вид не убеждает ли, что это происходит от расстроенных уже нервов, поэтому нюхать табак не вредно ли?».
Гиляровский посвятил обычаю нюхать табак начало одной из глав своей книги «Москва и москвичи» — «На трубе»: «Встречаются на улице даже мало знакомые люди, поздороваются шапочно, а если захотят продолжать знакомство — табакерочку вынимают. (…) В продаже были разные табаки: Ярославский — Дунаева и Вахрамеева, Костромской — Чумакова, Владимирский — Головкиных, Ворошатинский, Бобковый, Ароматический, Суворовский, Розовый, Зеленчук, Мятный. Много разных названий носили табаки в „картузах с казённой бандеролью“, а всё-таки в Москве нюхали больше или „бутатре“ или просто „самтре“, сами тёрли махорку, и каждый сдабривал для запаху по своему вкусу. И каждый любитель в секрете свой рецепт держал, храня его якобы от дедов».
В Китай табак был завезен португальскими купцами в конце XVI века и первое время экспортировался в страну из Филиппин, где были заложены табачные плантации. Со второй половины XVII века табак стали выращивать и в самом Китае, на острове Тайвань. Обычай употребления нюхательного табака стал постепенно распространяться в Китае с воцарением и укреплением манчжурской династии Цин. Известно, что в 1684 году иезуиты преподнесли нюхательный табак в подарок императору Канси. Европейская табакерка в Китае не прижилась, и в качестве сосуда для хранения нюхательного табака был выбран традиционный китайский флакон для лекарств, тем более что он воспринимался и употреблялся китайцами не только как возбуждающее средство, но и как лекарственный препарат, помогающий при лечении различных заболеваний. Начавшись при дворе императора, к концу XVIII века употребление нюхательного табака получило массовое распространение во всех слоях общества, в равной степени среди мужчин и женщин. И лишь в 70-х годах XIX века нюхательный табак был постепенно вытеснен вошедшей в моду сигаретой, однако его употребление продолжалось вплоть до начала Второй мировой войны.
- Табакерка с портретом Елизаветы

В Азии аналогом табакерки стали табачные флаконы наподобие аптечных пузырьков (англ. snuff bottle), в которых хранили сухой нюхательный табак.